# HMS Activity
HMS "Activity" (D94) – lotniskowiec eskortowy Royal Navy, był to po HMS "Audacity" drugi okręt tej klasy. Został zbudowany w stoczni Caledon Shipbuilding & Engineering Company w Dundee. Gdy w 1940 rozpoczynano budowę planowano, że będzie to statek handlowy (chłodniowiec) "Telemachus" dla linii Alfred Holt Line. Jednostka jednak została zarekwirowana przez Royal Navy i przerobiona na lotniskowiec eskortowy, który wszedł do służby pod koniec 1942.
"Activity" operował początkowo jako lotniskowiec szkolny w 1943 roku, następnie brał udział w eskortowaniu konwojów atlantyckich i arktycznych w 1944. Był używany w rejsach do Rosji, ponieważ – w porównaniu z jednostkami amerykańskimi – był bardziej odporny na trudne warunki żeglugi. 3 kwietnia 1944, podczas eskorty konwoju JW-58, jego Fairey Swordfish i samoloty z lotniskowca HMS „Tracker” zatopiły U-Boota U-288.
Pod koniec 1944 jednostka była używana jako lotniskowiec transportowy, przewożąc samoloty, personel i zapasy z i na Daleki Wschód. Trwało to do końca wojny i bezpośrednio po jej zakończeniu. Po powrocie do Wielkiej Brytanii w październiku 1945 został wycofany ze służby i umieszczony we flocie rezerwowej. "Activity" został sprzedany w kwietniu 1946 i przerobiony na statek handlowy "Breconshire" należący do Glen Lines. Został złomowany w Japonii w 1967.